# Klaus Myren Riis
Klaus Myren Riis (Født 7. juli 1987 i Nykøbing Mors
) er søn af en berømt professionel wrestler og skuespiller Asbjørn Riis. Klaus er en IFBB Pro bodybuilder. Klaus var den første mandlige danske bodybuilder der blev professionel i 2016.
Klaus Myren Riis startede med at bruge vægte og gå til taekwon-do da han var 8 år gammel.
Han var med i sin første bodybuilding-konkurrence, da han var 18 år, men startede som wrestler tidligere og var professionel wrestler til han blev 21 år gammel.
Han vandt da flere strongman-konkurrencer.
Klaus fortsatte med at dyrke bodybuilding, og efter kun fire konkurrencer vandt han sit IFFB Pro Card (professionel status) i Den Dominikanske Republik som 29-årig.
I 2018 debuterede Klaus som professionel i the IFBB Pro Classic Physique division, hvor han var med internationalt i både Spanien og Tyskland.
Mellem konkurrencerne har Klaus mange forskellige jobs, blandt andet er han model og har været med i forskellige magasiner såsom Muscle & Fitness og Muscular Development.
Klaus taler tre sprog flydende, nemlig dansk, engelsk og spansk, og har boet i fire forskellige lande.
I dag lever han i Silkeborg.